# 1544 w sztukach plastycznych

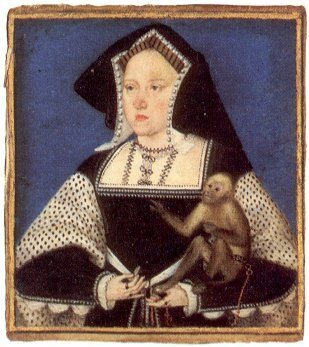
Lucas Horenbout, Portret królowej Katarzyny Aragońskiej z małpką

Wydarzenia w sztukach plastycznych i wizualnych w 1544 roku.

## Wydarzenia
- 10 września – Girolamo da Treviso, włoski malarz na dworze króla Anglii Henryka VIII Tudora zginął od kuli armatniej w czasie oblężenia Boulogne-sur-Mer[1].

## Urodzili się
- Jacopo Bertoia, włoski malarz[2].

## Zmarli
- Lucas Horenbout, flamandzki malarz, aktywny na dworze angielskim[3].
- Alessandro Oliverio, włoski malarz[4].
- Giovanni Antonio Sogliani, włoski malarz[5].